# 道の駅いわない
道の駅いわない（みちのえき いわない）は、北海道岩内郡岩内町にある北海道道270号岩内港線の道の駅である。

## 主な施設
- 駐車場
  - 普通車：219台
  - 大型車：9台
- トイレ（いずれも24時間利用可能）
  - 男：大 2器、小 5器
  - 女：6器
  - 身障者用：1器
- 公衆電話：1台
- 公衆FAX：1台

- ガイドセンターたら丸館（4月 - 10月 9:00 - 18:00、11月 - 3月 9:00 - 17:30）
  - 観光案内所
  - 特産品展示コーナー
- いわないマリンパーク
- 木田金次郎美術館（10:00 - 18:00）

## 休館日
- 毎週月曜日（11月 - 4月20日 祝日の時は翌日）
- 年末年始（12月31日 - 1月5日）

## アクセス
直接連絡
- 北海道道270号岩内港線

間接連絡
- 国道229号
- 国道276号

## 周辺
- 岩内港
- いわないタラ丸市場
- 木田金次郎美術館
- 岩内バスターミナル